# Iron Man (sång)
"Iron Man" är en låt skriven och framförd av heavy metal bandet Black Sabbath. Låten lanserades på gruppens andra LP Paranoid i september 1970. Den släpptes även som singel speciellt för USA-marknaden med "Electric Funeral" som B-sida, men kom inte ut i det formatet i Europa. Trots att låten i stort sett ignorerades av Amerikansk radio lyckades den 1972 nå en respektabel listplacering på Billboard Hot 100 (#52)
Låten har ingenting med seriefiguren Iron Man att göra. Den kom till efter en idé av Ozzy Osbourne som sedan Geezer Butler skrev text till. I början av låten hörs Ozzy Osbourne säga "I am Iron Man!" med förvrängd röst. Ljudet åstadkoms genom att han talade genom en metallfläkt.
Låten handlar om en man som färdas framåt i tiden och ser en katastrofal apokalyps. I processen av återvändandet till nutiden, förvandlar ett magnetiskt fält honom till stål, och hans försök att varna allmänheten ignoreras och hånas. Järnmannen känner sig utstött och ensam, så han tar ut hämnd på människorna som han ville rädda, vilket uppfyller apokalypsen i hans vision.
Låten togs med på Black Sabbaths första samlingsalbum We Sold Our Soul for Rock 'n' Roll 1976, och har sedan funnits med på i stort sett alla samlingsalbum med gruppen. Låten blev listad som #317 i magasinet Rolling Stones lista The 500 Greatest Songs of All Time. The Cardigans spelade in en cover av låten på albumet First Band on the Moon.